# Bertoldo del Monte Carmelo
San Bertoldo del Monte Carmelo, llamado Berthold en su lengua original, nació en Limoges (en el sur de Francia).
Fue a Tierra Santa como cruzado, y permaneció en Antioquía mientras ocurrió la victoria de los sarracenos.
Durante este tiempo conoció a un pobre que pedía limosna a todo el que se le acercase. Bertodo fue el único que le dio algo y, desde aquel día, se ganó la confianza de los pobres.
Fue en este tiempo cuando tuvo una visión de Cristo que denunciaba el mal procedente de los soldados.
En el año 1155 Bertoldo (que se hacía llamar Bartoldus de Calabria) viajó hasta el Monte Carmelo, y allí se retiró como ermitaño, inspirándose en el profeta Elías.
Allí desarrolló una pequeña comunidad de seguidores, con los que construyó una pequeña capilla.
Se dice que la orden de los Carmelitas (u Orden del Monte Carmelo) desciende de este grupo, aunque historiadores recientes de esta misma orden no lo tienen tan claro.
Bertoldo murió alrededor del año 1195.
La Iglesia católica celebra la memoria de San Bertoldo el 29 de marzo.